# Ms. International
Ms. International è una competizione internazionale di Bodybuilding femminile organizzata dalla Federazione internazionale dei BodyBuilders (in inglese International Federation of BodyBuilders o IFBB).
Ms. International è generalmente considerata per importanza la seconda competizione di bodybuilding femminile seconda solo alla competizione di Ms. Olympia.

## Storia
La competizione si è tenuta a partire dal 1986 (con l'eccezione del 1987). Dal 1989 la gara è parte della Arnold Classic.  
Nel 2000 è stata introdotta una suddivisione in due classi di peso. La giuria sceglieva poi tra le due vincitrici delle singole classi la vincitrice globale.
La competizione è tornata al formato originale (senza categorie) nel 2006.
Le atlete che hanno vinto il maggior numero di titoli sono Yaxeni Oriquen e Iris Kyle (4 titoli), seguite da Laura Creavalle, Vickie Gates e Kim Chizevsky (2 titoli).
Nel 2009 la competizione si è tenuta dal 6 al 9 marzo durante l'Arnold Classic. La vincitrice è stata Iris Kyle, che ricevuto un premio di 25.000 Dollari.

## Vincitori
| Anno | Vincitori        | Cat. Lightweight  | Cat. Heavyweight |
| ---- | ---------------- | ----------------- | ---------------- |
| 1986 | Erika Geisen     |                   |                  |
| 1987 | -- Non tenuta -- |                   |                  |
| 1988 | Cathey Palyo     |                   |                  |
| 1989 | Jackie Paisley   |                   |                  |
| 1990 | Laura Creavalle  |                   |                  |
| 1991 | Tonya Knight     |                   |                  |
| 1992 | Anja Schreiner   |                   |                  |
| 1993 | Kim Chizevsky    |                   |                  |
| 1994 | Laura Creavalle  |                   |                  |
| 1995 | Laura Creavalle  |                   |                  |
| 1996 | Kim Chizevsky    |                   |                  |
| 1997 | Yolanda Hughes   |                   |                  |
| 1998 | Yolanda Hughes   |                   |                  |
| 1999 | Vickie Gates     |                   |                  |
| 2000 | Vickie Gates     | Brenda Raganot    | Vickie Gates     |
| 2001 | Vickie Gates     | Dayana Cadeau     | Vickie Gates     |
| 2002 | Yaxeni Oriquen   | Valentina Chepiga | Yaxeni Oriquen   |
| 2003 | Yaxeni Oriquen   | Cathy Priest      | Yaxeni Oriquen   |
| 2004 | Iris Kyle        | Dayana Cadeau     | Iris Kyle        |
| 2005 | Yaxeni Oriquen   | Brenda Raganot    | Yaxeni Oriquen   |
| 2006 | Iris Kyle        |                   |                  |
| 2007 | Iris Kyle        |                   |                  |
| 2008 | Yaxeni Oriquen   |                   |                  |
| 2009 | Iris Kyle        |                   |                  |